# 工人自治

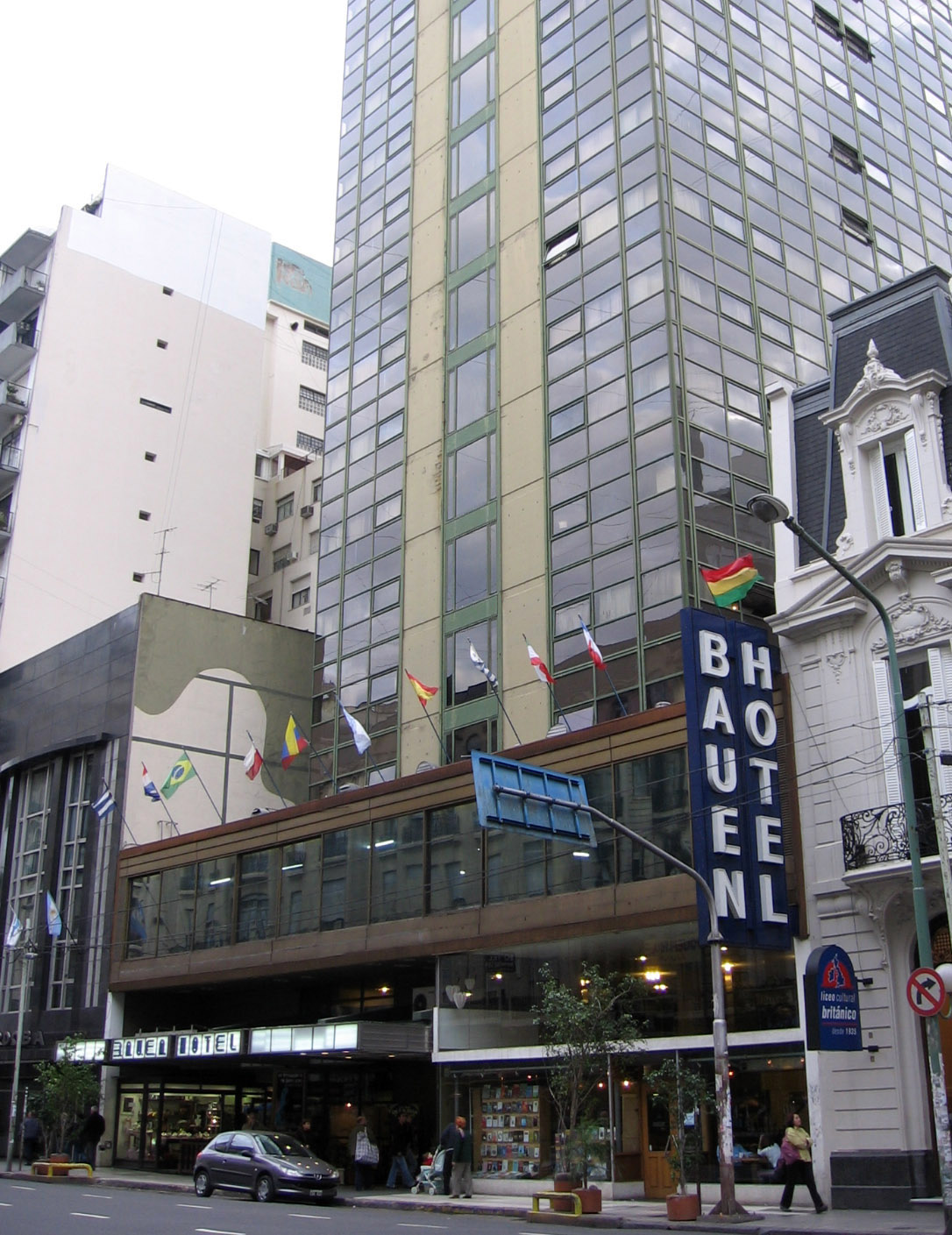
布宜諾斯艾利斯的一家酒店，自2003年起实行工人自治

工人自治是指在工作場所內由僱員自己進行工作上的決策，即工人通过民主方式管理企业等生产资料，與傳統上由部門主管負責決策的做法有所分別。例子包括在西班牙內戰期間的西班牙革命、南斯拉夫的鐵托主義等等。而在阿根廷也出現过大規模的工人自治運動。许多社会主义的流派，诸如工团主义、德莱昂主义、自治主义、托洛茨基主义等都提倡“工人自治”。

## 合作社
国际合作社联盟同时确定一些特徵的合作七大原则：
1. 自願與公開的社員制
2. 社員的民主管理
3. 社員的經濟參與
4. 自治與自立
5. 教育、訓練與宣導
6. 社間合作
7. 關懷社區社會

## 產業民主
產業民主是一種讓勞工在工作場所參與決策、權利與責任的管理模式。